# East Hartford
East Hartford – miejscowość w Stanach Zjednoczonych, w stanie Connecticut, w hrabstwie Hartford.

## Religia
- Parafia św. Krzysztofa
- Parafia Matki Bożej Pokoju
- Parafia Najświętszego Sakramentu
- Parafia św Izaaka Jogues
- Parafia św. Marii
- Parafia św. Róży